# اسحاق لوریا

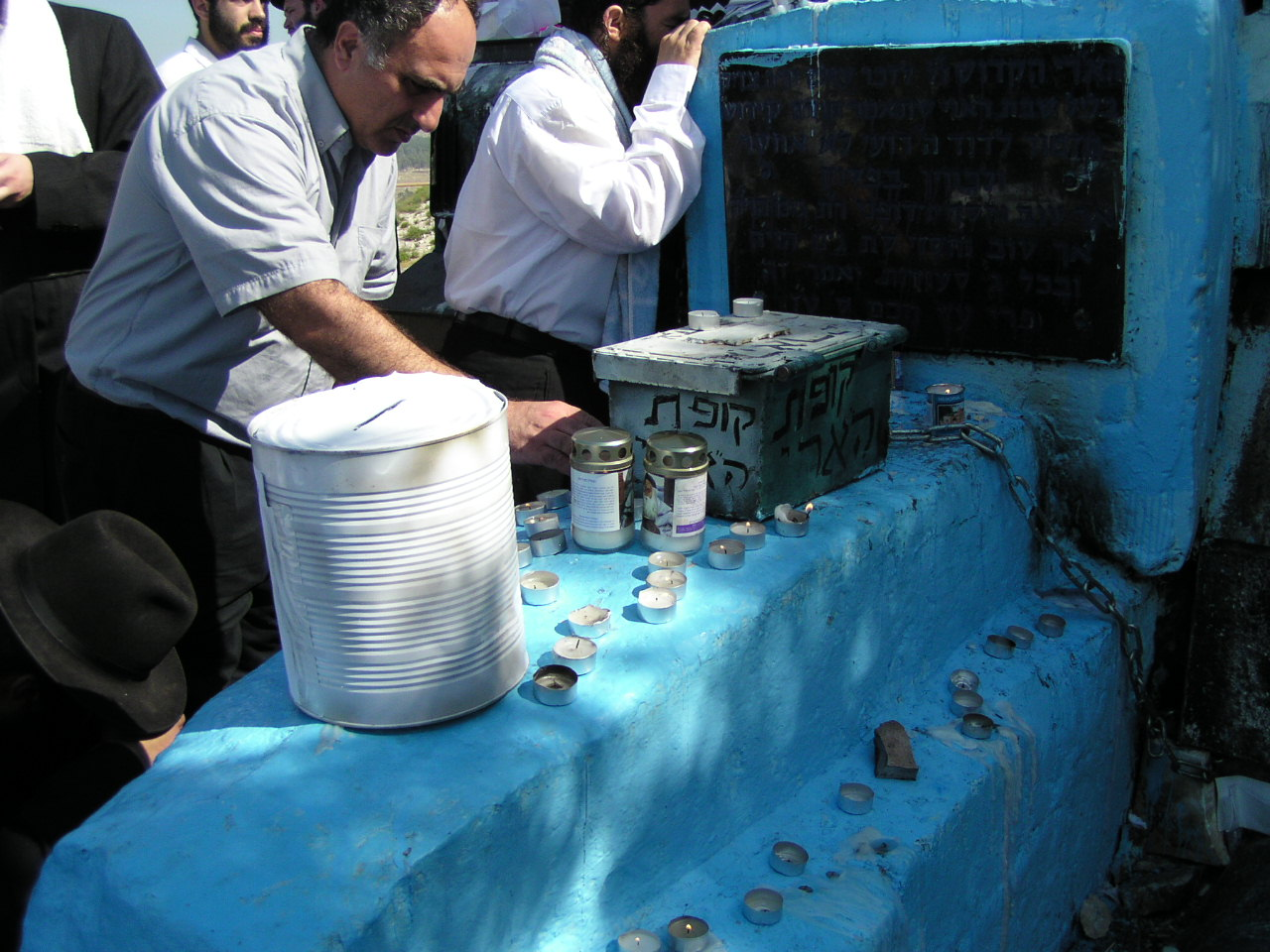
مقبره اسحاق لوریا در صفاد.

اسحاق بن سلیمان لوریا (۱۵۳۴ میلادی -۱۵۷۲ میلادی) (به عبری: יִצְחָק בן שלמה לוּרְיָא אשכנזי) که به صورت معمولاً به نام ها آری (به معنی شیر)، ها آری‌ها قودش (آری مقدس) یا آریزال شناخته می‌شود، از اصلی‌ترین افراد در عرفان یهودی (قبّاله) است که بنیان‌گذاری مکتب عرفانی لورایی (قبّاله‌ای) را به او نسبت داده می‌شود. لوریا متولد اورشلیم بوده، اما در مصر پرورش یافت. لوریا به سال ۱۵۷۲ در صفد درگذشت.

## زندگینامه
لوریا در سال ۱۵۳۴ در اورشلیم متولد شد. پدر او یک یهودی اشکنازی و مادر او یک یهودی سفاردی بود. در متون قبّاله‌ ذکر شده‌است که یک روز پدر او در کنیسه تنها بود که الیاهو هانوی به او ظاهر شد و گفت:"من توسط خداوند چیزی به تو می‌دهم که به تو قدرتی می‌دهد که همسر مقدس تو حامله شده و فرزندی به دنیا خواهد آورد و تو باید او را اسحاق بنامی. او اسرائیل را از کلیپات خارج می‌کند. به وسیله او روحهای بسیاری تیقون خواهند یافت. او بسیاری از اسرار تورات را افشا خواهد کرد و زوهر را گسترش خواهد داد. شهرت او تمامی دنیا را خواهد گرفت. مواظب باش تا قبل از اینکه من به صورت سندک (فردی که در مراسم ختنه کودک را نگه می‌دارد) ظاهر شوم او را ختنه نکنی".
وقتی لوریا کودکی بیش نبود پدر خود را از دست داد و توسط دایی ثروتمندش موردخای فرانسس که مأمور مالیات در مصر بود بزرگ شد. دایی او بهترین استادان یهودی را برای تدریس به او استخدام کرد که یکی از این افراد دیوید ابن زیمرا بود. لوریا شاگردی بسیار قوی بود و تحت نظر دایی دیگرش حاخام بزالل اشکنازی در علوم یهودی بسیار قوی شد.
در سن ۱۵ سالگی با دخترخاله خود ازدواج کرد و چون فردی ثروتمند بود توانست مطالعات خود را ادامه دهد. با اینکه ابتدا او به تجارت پرداخت به سرعت تجارت را برای رسیدن به عرفان یهودی رها کرد. در سن ۲۲ سالگی به مطالعه زوهر پرداخت و زندگی خاصی انتخاب کرد. او هفت سال عمر خود را در تنهایی در کنار رود نیل گذراند و تمامی این زمان را به تأمّل می‌پرداخت. او تنها با خانواده خود در روزهای شنبه (شبات) دیدار می‌کرد؛ ولیکن حتی در خانه نیز او هیچ حرفی نمی‌زد حتی با همسر خود. وقتی مجبور بود چیزی بگوید از کمترین تعداد ممکن لغات و تنها به زبان عبری استفاده می‌نمود. یهودیت حسیدی اعتقاد دارد که لوریا در رؤیا با الیاس نبی دیدار می‌کرد و از او راهنمایی می‌گرفت.

## رهبریقبّاله
در سال ۱۵۶۹ لوریا به منطقه فلسطین در امپراطوری عثمانی رفت. بعد از اینکه در اورشلیم تعالیم قبّالهٔ او چندان مورد توجه قرار نگرفت به شهر صفد رفته و در آنجا ساکن شد.
صفاد دید مثبتتری نسبت به تعالیم کابالا داشت. از این زمان تمامی افراد مهم در کابالا از این شهر برخواستند. مهم‌ترین این افراد عبارت بودند از :موسی کردورو، شلومو الکابتز، یعقوب براب، موسی دیترانی، یوسف کارو، حیم ویتال، یوسف ابن تابول، آبراهام بن الیزر، اسرائیل نجارا، الیزر ازیکری، الیاهو دویداس و موسی الشیخ.
در این منطقه لوریا وارد حلقه‌ای از قبّالیّون به رهبری موسی کردورو شد. بعضی اشاره کرده‌اند که اسحاق لوریا کردورو را استاد خود می‌دانست. اسحاق لوریا مدت بسیار کمی با کردورو همنشین بود و کمی بعد از ورود او کردورو درگذشت. بعد از مرگ او جامعه کابالا در صفد به دنبال رهبری جدید بود و اسحاق لوریا جایگزین وی شد. اسحاق لوریا دو دسته شاگرد داشت ۱) مبتدیان که فقط مسائل ابتدایی کابالا را می‌دانستند ۲) شاگردان خاص، که تعالیم مخفی کابالا به آن‌ها داده می‌شد و اسرار احضار ارواح و ارتباط با دنیای آن‌ها به آنان تعلیم داده می‌شد.
مهمترین فرد در بین این شاگردان خاص، حیم ویتال بود. ویتال به همراه لوریا از محل دفن شمعون بار یوحای دیدن کرد. گفته می‌شود که این مقبره بدون نام بود ولیکن لوریا به کمک قدرت الیاس نبی موفق شد محل دفن او را بیابد. به تدریج حلقه کابالیستهای لوریا گسترش یافت و نفوذ و قدرت او شدت یافت. لوریا در روزهای شنبه (شبات) لباسی سفید به همراه جامه‌ای چهار رنگ که سمبل چهار حرف نام خدا (ی-ه-و-ه) بود می‌پوشید.
در این زمان بسیاری از یهودیان که از اسپانیا تازه اخراج شده بودند باور داشتند که به زودی مسیح آن‌ها از گلیله خارج می‌شود. آنانی که به اسرائیل مهاجرت کرده بودند تعالیم لوریا را بسیار مورد علاقه یافتند. با اینکه لوریا تنها تعالیم خود را به صورت شفاهی منتشر می‌کرد بعضی شاگردان او تعالیم وی را نوشتند و بسیاری از تعالیم وی از سال ۱۶۵۰ در اروپا نیز پخش شد.

## تعالیم
لوریا سخنرانی‌های خود را از قبل آماده نمی‌کرد و همیشه آن‌ها را به صورت شفاهی بیان می‌کرد. مهم‌ترین شاگرد او حیم ویتال بود. او بیشتر تعالیم لوریا را جمع‌آوری کرد و نوشت. مهم‌ترین اثر ویتال از تعالیم لوریا کتابی به نام عِص حاییم (درخت زندگی) در هشت جلد می‌باشد. این اثر بسیار مخفی بود و تنها شاگردانی اجازه داشتند آن را داشته باشند که سوگند می‌خوردند که آن را در هیچ کشور خارجی پخش نکنند؛ ولیکن در گذر زمان یک نسخه از این کتاب به اروپا راه یافت و در سال ۱۷۷۲ توسط اسحاق ساتانو در اوکراین چاپ شد. این کتاب منشاء اصلی تعالیم کابالایی لوریا بر پایه تفسیر او از زوهر است.